# Наталски дујкер
Наталски дујкер (лат. Cephalophus natalensis) је врста дујкера. 

## Угроженост
Ова врста је наведена као последња брига, јер има широко распрострањење и честа је врста.

## Распрострањење
Ареал врсте покрива средњи број држава. Врста има станиште у Замбији, Зимбабвеу, Јужноафричкој Републици, Мозамбику, Танзанији, Малавију и Свазиленду.

## Станиште
Станишта врсте су шуме и речни екосистеми. 